# Pietro Sibello
Pietro Sibello (Albenga, 28 giugno 1979) è un velista italiano. Insieme al fratello Gianfranco è stato considerato uno dei principali interpreti, a livello italiano e mondiale, della classe 49er, arrivando a ricoprire nel 2009 il primo posto nel ranking ISAF. Nel corso della sua carriera ha, inoltre, preso parte a due campagne di America's Cup con il team italiano di Luna Rossa, vincendo una Prada Cup.

## Biografia
Ha preso parte a due edizioni dei giochi olimpici (Atene 2004 e Pechino 2008) nella categoria 49er. Nella stessa classe ha inoltre vinto un oro europeo e tre bronzi mondiali.
A partire dal 2014, con il team italiano di Luna Rossa ha partecipato alla campagna per la 36° America's Cup (2021), vincendo la Prada Cup nel 2021 nel ruolo di tattico e randista.
Per l'America's Cup 2024 lascia il team italiano per andare a ricoprire il ruolo di sailing advisor nel competitor svizzero Alinghi.

## Palmarès
• Campionati mondiali
Mosca 2005:  Bronzo nella classe 49er
Riva del Garda 2009:  Bronzo nella classe 49er
Port Lucaya 2010:  Bronzo nella classe 49er
• Campionati europei
Marsala 2007:  Bronzo nella classe 49er
Zadar 2009:  Oro nella classe 49er
• Prada Cup
Prada Cup 2021: vittoria
• Riconoscimenti personali
Velista dell'anno GDV 2010